# Maen Llwyd (Llansteffan)

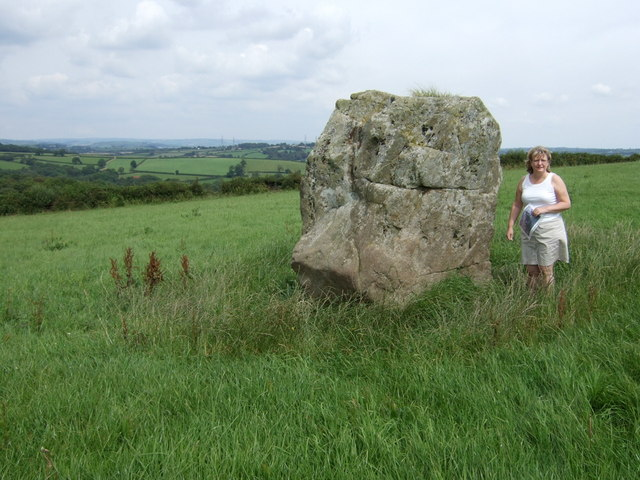
Maen Llwyd

Maen Llwyd (auch Maen Melyn oder Llansteffan genannt) ist ein Menhir (englisch Standing stone) in der Mitte einer Weide bei der Maesgwyn Farm, östlich vom Weiler Llanybri bei Llansteffan in Carmarthenshire in Wales.
Der West-Ost orientierte Stein graue Stein befindet sich unterhalb der Kuppe eines Hügels an der Spitze des Westhanges. Der Stein ist etwa 2,15 m hoch, 2,4 m breit und 1,0 m dick und leicht nach Süden geneigt. Steinpackungen sind auf den Nord- und Südflächen sichtbar. Der im Grundriss und im Querschnitt grob rechteckige Stein endet in einer flachen und quadratischen Spitze.
Man nimmt an, dass er in der Bronzezeit (2300 bis 800 v. Chr.) von religiöser oder zeremonieller Bedeutung war.
Der Menhir ist einer von mehreren im lokalen Bereich. In der Nähe von Llansteffan steht auch der Maen Llwyd von St Ishmael.